# Јаков Готовац
Јаков Готовац (Сплит, 10. октобар 1895 — Загреб, 16. октобар 1982) је био хрватски композитор и оперски диригент. Водио је певачка друштва Младост, Младост-Балкан и Југ, а након Другог светског рата Павао Марковац и Владимир Назор. Био је академик и члан Хрватског народног казалишта (ХНК). Добитник је награде за животно дело Владимир Назор (1964) као и награде АВНОЈ-а (1972). Први његов опус Два скерца за мјешовити збор на народне текстове (1916) показао је правац којим ће његово стваралаштво ићи. Био је то пут националног музичког реализма, којем ће готово без изузетка остати веран у својим даљњим остварењима.
За своја вокална дела, Готовац је узимао највише народне текстове. Стихови из народне лирике и епике нашли су у њему изванредног тумача, уметника који је знао не само тоновима оцртати њихов садржај, него и музичким средствима дати потребно расположење и дочарати средину. Уз фолклорна обобележја, Готовац је у своја дела унео и медитеранску распеваност, прожету сензибилношћу, што се највише одразило у операма.
Врхунци његовог првог стваралачког раздобља су народни обред „Коледа” (1925) и Симфонијско коло (1926), уз које треба још споменути сценску музику за Гундулићеву „Дубравку” (1926) и романтичну народну оперу „Морана” (1930). Идућа етапа у Готовчевом оперском стваралаштву је његова комична народна опера „Еро с онога свијета” (1935) која је обишла више од 80 европских музичких позорница и извођена је на девет језика.
У књижевно вредном либрету Милана Беговића, Готовац је нашао изврсну подлогу на којој се у оквиру архитектонски израђене целине могао слободно препустити свим својим склоностима за комику и хумор. Опус Јакова Готовца још садржи опере „Мила Гојсалића” (1951), „Далмаро” (1958) и „Станац” (1959), више оркестарских дела, хорских композиција и соло песама.

## Опус

### Оркестарска дела
- Симфонијско коло op. 12 (1926)
- Пјесма и плес с Балкана op. 16 (1939)
- Орачи . 18 (1937)
- Гуслар op. 22 (1940)
- Динарка (1945)
- Буњевачке игре (1960)

### Хорска дела
- 2 Скерза (1916)
- 2 Пјесме за мушки збор (1918)
- 2 Пјесме чуда и смијеха (1924)
- Коледа (1925)
- Дубравка op. 13 Пасторала за мјешовити збор и оркестар на текст Ивана Гундулића (1927 — 28.)
- 3 момачка збора (1932)
- Пјесме вјечног јада (1939)
- Пјесме заноса (1955)

### Соло песме
- Дјевојка и мјесец за алт и оркестар (1917)
- за глас и клавир (1929)
- 2 Сонета за баритон и оркестар (1921)
- Дјевојачке пјесме за глас и клавир (1923)
- Кроз град за глас и клавир (1924)
- Ризван-ага за баритон и оркестар (1938)
- Пјесме чезнућа за глас и оркестар (1939)

### Опере
- Морана op. 14 (1928 — 30.)
- Еро с онога свијета op. 17 (1933 — 35.)
- Каменик op. 23 (1939 — 44.)
- Мила Гојсалића op. 28 (1948 — 51.)
- Ђердан op. 30 (1954 — 55.)
- Далмаро op. 32 (1958)
- Станац op. 33 (1959)
- Петар Свачић op. 35 опера-ораторијум (1969, прерађена 1971)